# Núr ed-Dín Najbet
Núr ed-Dín Najbet (arabul: نور الدين نيبت, Casablanca, 1970. február 10. –) marokkói válogatott labdarúgó.

## Fordítás
- Ez a szócikk részben vagy egészben  a   Noureddine Naybet című angol Wikipédia-szócikk fordításán alapul.  Az eredeti cikk szerkesztőit annak laptörténete sorolja fel. Ez a jelzés csupán a megfogalmazás eredetét és a szerzői jogokat jelzi, nem szolgál a cikkben szereplő információk forrásmegjelöléseként.